# Чокто (Луїзіана)
Чокто (англ. Choctaw) — переписна місцевість (CDP) в США, в окрузі Лафурш штату Луїзіана. Населення — 775 осіб (2020).

## Географія
Чокто розташоване за координатами 29°50′44″ пн. ш. 90°43′24″ зх. д. / 29.84556° пн. ш. 90.72333° зх. д. (29.845672, -90.723412).  За даними Бюро перепису населення США в 2010 році переписна місцевість мала площу 16,36 км², уся площа — суходіл.

## Демографія
Згідно з переписом 2010 року, у переписній місцевості мешкало 879 осіб у 355 домогосподарствах у складі 262 родин. Густота населення становила 54 особи/км².  Було 383 помешкання (23/км²).
Расовий склад населення:
| - 97,4 % — білих - 0,7 % — корінних американців - 0,2 % — азіатів - 0,1 % — чорних або афроамериканців |

До двох чи більше рас належало 1,5 %. Частка іспаномовних становила 0,8 % від усіх жителів.
За віковим діапазоном населення розподілялося таким чином: 19,6 % — особи молодші 18 років, 63,1 % — особи у віці 18—64 років, 17,3 % — особи у віці 65 років та старші. Медіана віку мешканця становила 44,4 року. На 100 осіб жіночої статі у переписній місцевості припадало 94,5 чоловіків;  на 100 жінок у віці від 18 років та старших — 89,0 чоловіків також старших 18 років.
Середній дохід на одне домашнє господарство  становив 38 698 доларів США (медіана — 26 220), а середній дохід на одну сім'ю — 50 242 долари (медіана — 50 156). За межею бідності перебувало 28,6 % осіб, у тому числі 48,5 % дітей у віці до 18 років та 16,6 % осіб у віці 65 років та старших.
Цивільне працевлаштоване населення становило 234 особи. Основні галузі зайнятості: освіта, охорона здоров'я та соціальна допомога — 36,8 %, виробництво — 20,5 %, будівництво — 17,9 %.